# Miss Mundo 1968
Miss Mundo 1968 fue la 18.ª edición anual de Miss Mundo, cuya final se celebró en el Lyceum Theatre de Londres, el 14 de noviembre de 1968, siendo esta la última vez que se celebró en ese teatro, y transmitido por la BBC. 53 candidatas compitieron por la corona, cuya ganadora fue Penelope Plummer de Australia, fue coronada por Miss Mundo 1967, Madeline Hartog-Bel Houghton de Perú.

## Resultados
| Resultados Finales      | Finalistas |
| ----------------------- | --- |
| Miss Mundo 1968         | - Australia - Penelope Plummer |
| 1° Finalista            | - Reino Unido - Kathleen Winstanley |
| 2° Finalista            | - Israel - Miri Zamir |
| 3° Finalista            | - Colombia - Beatriz Sierra González |
| 4° Finalista            | - Filipinas - Arene Cecilia Amabuyok |
| Finalistas (Top 7)      | - Guyana - Adrienne Harris - Nicaragua - Margine Davidson |
| Semifinalistas (Top 15) | - Argentina - Viviana Roldán - Austria - Brigitte Krüger - Francia - Nelly Gallerne - Alemania - Margot Schmalzriedt - Irlanda - June MacMahon - Suecia - Gunilla Friden - Tailandia - Pinnarut Tananchai - Yugoslavia - Ivona Puhlera |

## Candidatas
53 candidatas participantes no certamente.
| - Alemania - Margot Schmalzriedt - Argentina - Viviana Roldán - Australia - Penelope Plummer - Austria - Brigitte Krüger - Bahamas - Rose Helena Dauchot - Bélgica - Sonja Doumen - Brasil - Angela Carmelia Stecca - Canadá - Nancy Wilson - Ceilan - Nilanthie Wijesinghe - Chile - Carmen Smith - Chipre - Diana Dimitropoulou - Colombia - Beatriz Sierra González - Coreia - Lee Ji-eun - Costa Rica - Patricia Diers - Dinamarca - Yet Schaufuss - Ecuador - Marcia Virginia Ramos Christiansen - Estados Unidos - Johnine Leigh Avery - Filipinas - Arene Cecilia Amabuyok - Finlandia - Leena Sipilä - Francia - Nelly Gallerne - Ghana - Lovell Rosebud Wordie - Gibraltar - Sandra Sanguinetti - Grecia - Lia Malta - Guyana - Adrienne Harris - Holanda - Alida Grootenboer - India - Jane Coelho - Irlanda - June MacMahon | - Israel - Miri Zamir - Italia - Maria Pia Gianporcaro - Jamaica - Karlene Waddell - Japón - Ryoko Miyoshi - Kenia - Josephine Moikobu - Liberia - Wilhelmina Nadieh Brownell - Luxemburgo - Irene Siedler - Malta - Ursulina (Lina) Grech - Marruecos - Zakia Chamouch - México - Ana María Magaña - Nicaragua - Margine Davidson Morales - Nigeria - Foluke Ogundipe - Noruega - Hedda Lie - Nueva Zelanda - Christine Mary Antunovic - Perú - Ana Rosa Berninzon Devéscovi - Reino Unido - Kathleen Winstanley - República Dominicana - Ingrid García - Sudáfrica - Mitsianna Stander † - Suecia - Gunilla Friden - Suiza - Jeanette Biffiger - Tailandia - Pinnarut Tananchai - Túnez - Zohra Boufaden - Turquía - Mine Kurkcuoglu - Uganda - Joy Lehai - Venezuela - Cherry Núñez Rodríguez - Yugoslavia - Ivona Puhlera |

### No concretaron su participación
- España - María Amparo Rodrigo Lorenza (Abandona la competencia).
- Islandia - Helga Jonsdóttir
- Seychelles - Marie-France Lablache
- Líbano - Lili Bissar (Fue descalificada un día antes de la final al descubrirse que apenas tenía 15 años).

## Sobre los países en Miss Mundo 1968

### Debut
- Tailandia participó por primera vez.

### Retiros
- Checoslovaquia
- Gambia
- Honduras
- Islandia
- Líbano
- Panamá
- Portugal
- Seychelles
- Tanzania

### Regresos
- Compitieron por última vez en 1965:
  -  Colombia
  -  Liberia
  -  Nicaragua
- Compitieron por última vez en 1966:
  -  Bahamas
  -  India

### Crossovers
| Miss Universo - 1968: Austria - Brigitte Krüger - 1968: Bélgica - Sonja Doumen - 1968: Canadá - Nancy Wilson (Top 15) - 1968: Nicaragua - Margine Davidson - 1968: Nueva Zelanda - Christine Mary Antunovic - 1968: Suiza - Jeanette Biffiger - 1969: Túnez - Zohra Boufaden | Miss Internacional - 1968: Alemania - Margot Schmalzriedt - 1968: Francia - Nelly Gallerne (Semifinalista) - 1968: Noruega - Hedda Lie - 1969: Canadá - Nancy Wilson - 1969: México - Ana María Magaña - 1969: Suiza - Jeanette Biffiger (Tercera finalista) |

| Miss Europa - 1968: Austria - Brigitte Krüger (Primera finalista) - 1968: Bélgica - Sonja Doumen - 1968: Suiza - Jeanette Biffiger - 1969: Irlanda - June MacMahon Miss Asia - 1968: Nueva Zelanda - Christine Mary Antunovic | Miss Escandinavia - 1969: Dinamarca - Yet Schaufuss - 1969: Noruega - Hedda Lie (Tercera finalista) - 1969: Suecia - Gunilla Friden (Primera finalista) Reina del Pacífico - 1969: Canadá - Nancy Wilson |